# Gilbert Hottois
Gilbert Hottois (Bruxelas, 29 de março de 1946- 16 de março de 2019) foi um professor universitário e filósofo belga especialista nas questões éticas da tecnociência. Professor da Universidade Livre de Bruxelas, membro de várias comissões de ética, é o autor ou organizador de cerca de trinta obras, entre as quais um atípico romance de ficção científica, Species Technica. Este livro, escrito em 1981, só foi publicado vinte anos depois.

## Species Technica
O romance se desenrola num futuro próximo, onde os conflitos entre partidários e oponentes das tecnociências substituíram as confrontações tradicionais. A obra põe em cena um filósofo, ele mesmo o autor de um tratado intitulado Species Technica.

## Obras

### Em francês
- Le Signe et la technique (La Philosophie à l'épreuve de la technique) (préface de Jacques Ellul). Paris: Aubier, 1984.
- Le Paradigme bioéthique (Une éthique pour la technoscience). Bruxelles-Montréal: De Boeck-Erpi, 1990.
- Species Technica. Paris: Vrin ("Pour demain"), 2002. ISBN 2-7116-1565-0
- Qu'est-ce que la bioéthique ?. Paris: Vrin ("Chemins philosophiques"), 2004.
- La science entre valeurs modernes et postmodernité. Paris: Vrin, 2005.

### Em português
- Nova Enciclopédia da Bioética (com Jean-Noel Missa). Lisboa: Instituto Piaget, 2004. ISBN 9727716768
- História da Filosofia: Da Renascença à Pós-Modernidade. Lisboa: Instituto Piaget, 2004. ISBN 9727716776
- Dicionário de Bioética (com Marie-Hélène Parizeau). Lisboa: Instituto Piaget, 1998. ISBN 9728407726